# 42년의 여름
《42년의 여름》(영어: Summer of '42)은 미국에서 제작된 로버트 멀리건 감독의 1971년 성장 로맨틱 드라마 영화이다. 제니퍼 오닐, 게리 그라임스 등이 출연하였고, 리처드 A. 로스 등이 제작에 참여하였다.
1972년 제44회 아카데미상에서 미셸 르그랑이 음악상을 수상하고, 각본상(허먼 라우처), 촬영상(로버트 서티스), 편집상(폴마르 프랑스테드) 후보에 올랐다.

## 출연진
- 제니퍼 오닐
- 게리 그라임스
- 제리 하우저
- 올리버 코넌트
- 캐서린 앨런턱
- 크리스토퍼 노리스
- 루 프리젤
- 모린 스테이플턴 (목소리)

## 기타 제작진
- 협력 제작: 돈 크랜즈
- 배역: 앨릭스 고딘, 네사 하이엄스
- 미술: 앨버트 브레너